# Kasr ibn Vardan
Kasr ibn Vardan (arabsko قصر أبن وردان) je grajski kompleks iz 6. stoletja, ki stoji v sirski puščavi, približno 60 km severovzhodno od Hame.
Kompleks, ki ga sestavljajo palača, cerkev in več vojašnic, je v 6. stoletju dal postaviti bizantinski cesar Justinijan I. kot del utrjene linije (skupaj z Rasafo in Halabijo), ki je Bizantinsko cesarstvo branila pred vpadi Perzijcev. Zgrajen je v za Sirijo edinstvenem slogu, »uvoženem« naravnost iz Konstantinopla. Verjetno so ga izbrali zato, da bi tudi tako naredili vtis na lokalna beduinska plemena in si jih lažje podredili. Tudi gradbeni material so pripeljali od drugod. Bazalt izvira iz oddaljenih kamnolomov severno in južno od kraja, marmornati stebri s kapitlji pa domnevno iz Apameje.
Od vojašnic se do danes ni ohranilo nič. Najbolj ohranjen del palače, ki je verjetno bila tudi rezidenca lokalnega guvernerja, je južno pročelje z izmeničnimi progami črnega bazalta in rumenih opek. Dobro so še ohranjeni ostanki hlevov severno od notranjega dvorišča ter manjšega kopališča vzhodno od dvorišča. Med zanimivostmi velja omeniti še to, da je vsak prostor imel kamen z izklesanim simbolom, ki je označeval namembnost tega prostora.
Zahodno, v neposredni bližini palače, stoji nekoliko manjša cerkev s podobno arhitekturo. Je kvadratne oblike z osrednjo ladjo in dvema stranskima hodnikoma. Prvotno je bila pokrita z veliko kupolo, od katere so se do danes ohranili le ostanki nosilnih sferičnih trikotnikov. Kljub vsemu služi kot dober pokazatelj zgodnje bizantinske tehnike gradnje kupol.
Cerkev je bila na treh stranicah obdana z galerijami (ohranili sta se le severna in južna), ki so bile namenjene ženskam. Četrta stranica se je zaključila s tipično bizantinsko polkrožno in polkupolasto apsido.